# Tres Demonios
Abnegazar, Rath y Ghast  son tres personajes ficticios en el Universo DC que colectivamente se conocen como los Demonios Tres (Demons Three en inglés).

## Historia de la publicación
Los Demonios aparecieron por primera vez en Justice League of America #10 (marzo de 1962), y fueron creados por Gardner Fox y Mike Sekowsky.

## Biografía de los personajes
Estos hermanos gobernaron la galaxia hace mil millones de años antes de ser desterrados por seres conocidos como los Eternos. Los Demonios han tratado de regresar una y otra vez, convocados por Félix Fausto y otros, sus intentos siempre son frustrados por la Liga de la Justicia. Abnegazar fue asesinado por el Doctor Destino en Swamp Thing #50, pero posteriormente resucitado por sus hermanos. También han sido vistos en compañía del demonio Neron.
Cualquiera puede invocar el poder de los Tres Demonios al poseer (y utilizar) tres artefactos: la Campana Verde de Uthool, la Rueda de Plata de Nyorlath y el Frasco Rojo de Calythos que fueron creados por los hermanos para este propósito y no pudieron ser destruidos o ser movidos desde la Tierra, lo que significa que los Eternos crearon guardianes mágicos para ellos. Si uno libera el incienso de la jarra y luego gira la rueda mientras resuena la campana, se pone en marcha una serie de eventos que, cien años más tarde, libera a los demonios; pero para ese siglo, el que los liberó podría poseer todo su increíble poder. En JLA #10 Fausto es capaz de hacer que JLA recupere los objetos, y más tarde en JLA #11 mientras la JLA viaja en el tiempo para capturar al Señor del Tiempo que estaba causando estragos en el presente y futuro, cada miembro de la Liga de la Justicia desaparece uno por uno durante la lucha hasta que todos sean llevados ante Félix Fausto. Al poner a la Liga bajo su control, Fausto los envía a recoger los tres elementos que necesita para convocar a los demonios. Esto pone a la JLA en contra de los diversos guardianes de los objetos, sin embargo, con el trabajo en equipo, cada par de miembros de la Liga enviados a recoger los elementos tiene éxito. Llevar el Jar, Bell and Wheel a Fausto, sin embargo el grupo logra vencer a Fausto, tomar los objetos en su poder y vuelven a capturar a los demonios y encarcelarlos una vez más.
Los Tres Demonios, con Abnegazar, después de su renacimiento, que todavía era un gran gusano, cooperaron con Neron en un intento de destruir a la Liga de la Justicia. Aunque evidentemente eran menos poderosos que él, el Diablo mostró cierta veneración por su gran edad.

### JLA/Avengers
En el Crossover de JLA/Avengers, la Campana, la Rueda y el Jarro son parte de los doce objetos de poder que buscan los héroes.

### Crisis infinita
Durante la historia de Crisis infinita, Abnegazar, Rath y Ghast se convirtieron en miembros de la Sociedad Secreta de Supervillanos de Alexander Luthor Jr. Ayudando a Félix Fausto a secuestrar a Nightshade por órdenes de Alexander en el día de la venganza Infinite Crisis Special.
Ralph Dibny (Elongated Man) entra en posesión de la Rueda de plata de Nyorlath en la serie de cómics 52, semana 41, día 3. El profesor Achilles Milo lo había estado ocultando como una de las ruedas de su silla de ruedas para poder experimentar desde dentro del Centro de corrección.
La Campana verde de Uthool y la rueda de plata de Nyorlath aparecieron recientemente en Teen Titans #42, se aprecian en el escritorio de Sebastian Fausto, junto con un libro abierto que muestra un hechizo de invocación con una ilustración de los Demonios Tres. Fausto también menciona que prestó el tarro rojo de Calythos a Blue Devil.
En Teen Titans #83, los tres demonios aparecen prominentemente en la función de copia de seguridad, conspirando para usar las almas de Traci 13, Black Alice y Zachary Zatara para escapar permanentemente del Infierno.

### Siglo 30
En un momento, los miembros de la Sociedad de la Justicia visitan la Liga de la Justicia brevemente, después de su batalla contra el Psico-Pirata, cuando una mano mágica gigantesca saca cinco miembros de cada equipo del satélite, y en el año 2977, donde se convierten en peones de Mordru el Mago, archienemigo de la Legión de Superhéroes. Mordru capturó posteriormente a cinco legionarios, y los mantiene como rehenes hasta que sus camaradas aseguran para él los tres artefactos místicos necesarios para liberar a los demonios antiguos, Abnegazar, Rath y Ghast. Como la legión no regresa de sus misiones, el hechicero recluta a los héroes de JLA y JSA para que cumplan sus órdenes, al tiempo que agrega a Flecha Verde y Canario Negro a su grupo de rehenes. Superman, Dr. Fate y Hombre Halcón de Tierra-2 rescatan a Sun Boy y Wildfire, y aseguran la Rueda de Plata: Batman y los dos Linternas Verdes ayudan a Brainiac 5 y Princess Projectra a alcanzar la Campana Verde: y Power Girl y el Flash de Tierra-2 usa su velocidad para entrar en un reino de limbo y recuperar el tarro rojo. Mordru luego usa los objetos para despertar a los tres demonios, pero el trío malvado se vuelve contra él y lo domina.
Los demonios victoriosos no están de acuerdo con respecto al destino final de la Tierra. Abnegazar desea dejar el mundo tal como es, Rath busca esclavizar a la raza humana, y Ghast cumple con su plan original de devolver el planeta a un estado primitivo. Dado que sus poderes se anulan mutuamente, el trío fuerza a los superhéroes a defenderlos en una lucha a tres bandas por la supremacía.
Abnegazar esclaviza a la Legión, Rath controla la Sociedad de la Justicia y Ghast se hace cargo de la Liga de la Justicia. Mordru aprovecha la oportunidad de liberar a Linterna Verde y Canario Negro de la prisión donde se encontraban, y Canario razona que si los héroes parecen alcanzar un estancamiento en sus batallas, los demonios se verán obligados a emprender un combate personal una vez más, y tal vez causar su propia destrucción.
Con los tres equipos aparentemente derrotados, Abnegazar y Rath luchan para eliminarlos mutuamente, y los superhéroes combinan fuerzas para vencer al Ghast superviviente, que es encarcelado por el Doctor Fate en el satélite reconstruido de la JLA.

## En otros medios

### Televisión
- Los Demonios Tres aparecen en el El equipo de Súper Poderosos: Guardianes Galácticos en el episodio "El caso de los Súper Poderes Robados". Son invocados por el hechicero Félix Fausto, quien usa la magia de su cristal espiritual para obligarlos a apoderarse de El Pingüino, que se había apoderado de los poderes de Superman.

- Los Demonios Tres aparecen en el serie animada de la Liga de la Justicia Ilimitada en el episodio "El Equilibrio". Abnegazar es interpretado por Wayne Knight mientras que Rath y Ghast no tienen papeles de habla. Mujer Maravilla y Chica Halcón secuestran a Abnegazar y le piden indicaciones utilizando el Lazo de la Verdad de como pueden encontrar a Félix Fausto en el Tartarus.

- Abnegazar y Rath aparecen en Justice League Action con la voz de Damian O'Hare y Jason J. Lewis. En este episodio, son miembros de los Brothers Djinn, y sus hermanos son Calythos (voz de David Lodge), Uthool (voz de Diedrich Bader) y Nyorlath (voz de Chris Diamantopoulos). Son liberados por Black Adam cuando este se apodera de la Roca de la Eternidad, arroja al mago Shazam y encarcela a Billy Batson. Tras la derrota de Calythos y Uthool, Abnegazar, Rath y Nyorlath toman medidas en el episodio "Abate and Switch", donde planean causar la erupción del volcán. Usan un hechizo para desactivar los poderes de Superman y Mujer Maravilla. Gracias a John Constantine, Superman, Mujer Maravilla, Flecha Verde, La Cosa del Pantano y Plastic Man cambian las identidades y someten a los tres Djinn. Desafortunadamente, Black Adam sale de su encarcelamiento terrenal y transforma a los tres Djinn en formas monstruosas. Batman llega con Billy Batson que, como Shazam, derrota a Black Adam. La Liga de la Justicia arroja al derrotado Black Adam, Abnegazar, Rath y Nyorlath a un portal que los envía a un lugar desconocido. En el episodio "Hat Trick", Ghast apareció más tarde como un demonio gigante parecido a un insecto que Félix Fausto desata en la Tierra a cambio de restaurar su juventud.

### Película
- Los Demonios Tres aparecen en la película animada Justice League Dark con Abnegazar con la voz de JB Blanc, Rath con la voz de Jeffrey Vincent Parise y Ghast con la voz de Fred Tatasciore. Asisten a un torneo de Póquer junto a John Constantine y Jason Blood, en el que apostaron valiosos artefactos, incluyendo la Piedra de los sueños astillada y la Casa del Misterio de Constantine. Sin embargo, Abnegazar y Constantine se engañan en el juego y se desata una pelea; Constantine usa el alter ego de Blood, Etrigan el Demonio, para desterrar a los Tres demonios de vuelta al Infierno. Los demonios son llamados más tarde por Félix Fausto para defender su templo de Constantine después de que sospecha que Fausto ha hecho daño a Ritchie Simpson.

### Diverso
- Los Demonios Tres son villanos destacados en The Batman Strikes! (un cómic derivado de la serie de televisión The Batman). Una vez fueron leales a Etrigan el Demonio hasta que los traicionó y los atrapó en un artefacto. Más tarde manipularon a Etrigan y a Riddler para que abrieran el artefacto en la noche de Halloween con el fin de ser liberados y tomar su venganza contra Etrigan y el resto del mundo. Fueron derrotados por Batman y Robin y fueron reencarcelados.